# Tillandsia laui
Tillandsia laui là một loài thuộc chi Tillandsia. Đây là loài đặc hữu của México.